# Elora Gorge
Elora Gorge är en dal i Kanada.   Den ligger i provinsen Ontario, i den sydöstra delen av landet, 400 km sydväst om huvudstaden Ottawa.
Omgivningarna runt Elora Gorge är en mosaik av jordbruksmark och naturlig växtlighet. Runt Elora Gorge är det ganska glesbefolkat, med 43 invånare per kvadratkilometer.